# Código Eleitoral de 1945

Agamenon Magalhães, elaborador e ministro da Justiça e o então presidente Getúlio Vargas

O Código Eleitoral de 1945, também conhecido como Lei Agamenon, em referência ao seu elaborador, o então ministro da Justiça Agamenon Magalhães, foi instituído pelo Decreto-Lei nº 7.586 em 28 de maio de 1945. A norma efetivamente recriou os órgãos da Justiça Eleitoral, que haviam sido extintos pela Constituição de 1937 durante o Estado Novo.
Por meio deste, foram recriados o Tribunal Superior Eleitoral, com sede no Rio de Janeiro, então capital federal, os tribunais regionais eleitorais em todas as capitais estaduais e no então Distrito Federal. Além disso, o Código regulou o alistamento eleitoral, tornou o voto obrigatório e reduziu a idade mínima para votar de 21 para 18 anos.

## Estado Novo
O Tribunal Superior de Justiça Eleitoral foi instalado em 20 de maio de 1932, na Avenida Rio Branco, onde funcionaria provisoriamente. No entanto, antes de se estabelecer de forma definitiva, a Justiça Eleitoral foi extinta com a promulgação da Constituição brasileira de 1937, no contexto do Estado Novo. O estado de exceção instaurado no país suprimiu a Justiça Eleitoral e os direitos políticos, como a existência de partidos políticos.

## Publicação
O Código Eleitoral de 1945 permitia que um candidato concorresse simultaneamente a diversos cargos eletivos, desde presidente da República até deputado federal, podendo disputar eleições em um mesmo estado ou em estados diferentes. Getúlio Vargas por exemplo foi um dos principais beneficiados por esse sistema: nas eleições de 2 de dezembro de 1945, foi eleito senador pelo Rio Grande do Sul pelo Partido Social Democrático (PSD) e, ao mesmo tempo, senador por São Paulo pelo Partido Trabalhista Brasileiro (PTB). Ainda no âmbito da multicandidatura, também foi eleito deputado federal pela Bahia, Rio de Janeiro, Distrito Federal, São Paulo, Paraná, Rio Grande do Sul e Minas Gerais — todos pelo PTB.

A legislação instituída pelo Código Eleitoral de 1945 permaneceu em vigor até ser substituída pelo Código Eleitoral de 1950, que, por sua vez, foi revogado pelo Código Eleitoral de 1965, tornando-se o segundo (1945), terceiro (1950) e o quarto (1965) códigos eleitorais do Brasil, respectivamente.